# Томашевский, Генрих
Ге́нрих Томаше́вский (пол. Henryk Tomaszewski; 10 июня 1914, Варшава — 11 сентября 2005, там же) — польский художник-плакатист, пионер польской школы плаката.
Томашевский начал своё профессиональное обучение в варшавской Школе графической промышленности, где получил диплом литографа. В 1934—1939 годах учился живописи в Академии изящных искусств в Варшаве. Ещё студентом он публиковал сатирические шаржи в еженедельник «Szpilki» (Шпильки). В 1939 году получил первую премию за проект польского павильона на Всемирной выставке в Нью-Йорке.
После второй мировой войны Томашевский вместе с Эриком Липинским получил постоянный заказ на проекты киноплакатов для польских государственных киностудий.
Их плакаты стали переломом в эстетике плаката. Вместо традиционных фотомонтажей кадров из фильма, Томашевский предложил экспрессивные, почти брутальные картины с чёткой типографикой. Успех этих плакатов стал началом польской школы плаката, которая на целые десятилетия задала высокий уровень этого искусства в Польше.
В 1948 году Томашевский получил сразу пять первых призов за свои киноплакаты на международной выставке киноплаката в Вене.
В 1966 году Томашевский был назначен на пост профессора Академии изящных искусств в Варшаве. 1959—1966 и 1972—1974 гг. был избран деканом графического факультета этой академии.
Он занимался также книжной графикой и искусством театра. В 1956—1962 годах были публикованы его рисованные фельетоны в еженедельнике Przegląd Kulturalny (Культурное обозрение).